# Lisa Harvey-Smith
Lisa Harvey-Smith (Harlow, 1979) es una astrofísica británico-australiana, primera Embajadora STEM en Australia y profesora de práctica en comunicación científica en la Universidad de Nueva Gales del Sur. 
Antes de octubre de 2018, fue investigadora científica en la CSIRO, con sede en Sídney, Nueva Gales del Sur, como lideresa de un grupo de investigación en el Programa de Ciencias del Fondo Nacional del Telescopio de Australia de la CSIRO. Sus intereses de investigación incluían el origen y la evolución del Square Kilometre Array, los restos de supernovas, el medio interestelar, la formación masiva de estrellas y los máseres astrofísicos.
Anteriormente, fue Científica del Proyecto para el Australian Square Kilometre Array Pathfinder (ASKAP) de la CSIRO, durante el cual dirigió el desarrollo del Programa de Ciencia Temprana de ASKAP, el cual comenzó en 2015.
Fue presentadora de la serie de televisión Stargazing Live de Australian Broadcasting Corporation y del programa asociado Stargazing Live: Back to Earth en 2016. En el mismo año, fue invitada a la serie la BBC Stargazing Live y en el episodio 6 (flotabilidad) de la serie de la Australian Broadcasting Corporation, Todd Sampson's Life on the Line.

## Educación
Harvey-Smith asistió a la escuela primaria de Finchingfield, donde su madre era la directora. Fue educada en casa entre 1991 y 1996.
Harvey-Smith asistió al Braintree College. Realizó un Máster en Física en la Universidad de Newcastle upon Tyne en 2002 y obtuvo su Doctorado en Radio Astronomía en el Observatorio Jodrell Bank de la Universidad de Mánchester en 2005, supervisada por RJ Cohen.
Mientras estudiaba en 2004, realizó una beca de investigación de verano en el Max-Planck-Institut fur Radioastronomie sobre la deconstrucción de la imagen utilizando la ondícula transformada. Durante ese año, fue miembro del equipo del Observatorio Jodrell Bank en el concurso de televisión de la BBC, University Challenge, derrotando por poco a la Biblioteca Británica.  

## Carrera e investigación
Harvey-Smith trabajó como científica de apoyo en el Joint Institute for VLBI en Europa en los Países Bajos, donde realizó pruebas en tiempo real de la red de telescopios europea VLBI, fue responsable del control de calidad de los datos científicos y participó en algunos de los primeros experimentos VLBI electrónicos globales en tiempo real. Durante este tiempo, trabajó en estudios polarimétricos de los máseres galácticos y su relación con los campos magnéticos en regiones de formación masiva de estrellas.
En 2007, Harvey-Smith fue nombrada Investigadora Postdoctoral en la Universidad de Sídney, donde publicó un trabajo sobre el papel de los campos magnéticos en la conformación de los restos de supernovas y un estudio de campos magnéticos a gran escala en regiones galácticas de gas ionizado que rodea grandes cúmulos estelares. En 2009, Harvey-Smith fue designada para ocupar el cargo de Investigadora Astrónoma y Científica del Proyecto de Square Kilometre Array en CSIRO. 
Desde 2009 hasta 2011, Harvey-Smith fue Presidenta del Comité de Asignación de Horas del Telescopio de la Instalación Nacional del Telescopio de Australia. Actualmente es miembro del Comité Asesor de la Escuela de Física de la Universidad de Nueva Gales del Sur. El 25 de mayo de 2016 se anunció que Harvey-Smith había aceptado el título de Profesora Asociada Adjunta en la Universidad de Nueva Gales del Sur (UNSW) hasta el 30 de abril de 2019. En 2018, fue nombrada profesora adjunta en la Escuela de Informática, Ingeniería y Matemáticas de la Western Sydney University. 
En 2018 fue nombrada como la primera mujer de Australia en Embajadora STEM, y en enero de 2019 como profesora de Práctica en Comunicación de la Ciencia en la Universidad de Nueva Gales del Sur.

### Square Kilometre Array
Harvey-Smith ocupó un papel fundamental como científica del proyecto CSIRO Square Kilometer Array desde 2009-2012: desarrollando el caso científico de SKA; contribuyendo al desarrollo de la ciencia y la ingeniería; y desempeñando un papel científico destacado en la candidatura de Australia y Nueva Zelanda para organizar el SKA y con los preparativos del sitio. El telescopio se encuentra actualmente en su fase de diseño y se ha descrito como "una ruptura revolucionaria del diseño tradicional de radiotelescopios", que se espera que "impulse el desarrollo de la tecnología, particularmente en la tecnología de la información y la comunicación". En mayo de 2012 se anunció que el SKA se construiría tanto en Australia como en el sur de África.
En agosto de 2012, CSIRO anunció que, al asumir su nuevo cargo con ASKAP, Harvey-Smith seguirá siendo miembro activo del Grupo de Trabajo de Ciencia de SKA. Desde entonces, la organización de SKA ha anunciado que ella es miembro asociada del Grupo de trabajo de magnetismo de SKA Durante su mandato como científica del proyecto SKA, Harvey-Smith participó en los preparativos del sitio de Australia y Nueva Zelanda para el telescopio australiano SKA Pathfinder (ASKAP), actualmente comisionado en Murchison, Australia Occidental. En agosto de 2012, CSIRO anunció que Harvey-Smith había sido nombrada Científica del Proyecto CSIRO para el telescopio ASKAP. 

### Comprensión pública de la ciencia
En 2015, Harvey-Smith realizó varios eventos en vivo en el escenario, incluido su programa "Stargayzing" en el Observatorio de Sídney como parte de la marcha del orgullo LGBT de Sídney. Abrió el show de Think Inc. "An Evening with Neil deGrasse Tyson" en el Pabellón Hordern Pavilion de Sídney para una audiencia de 4.000 personas. En 2016, la compañía de eventos Live on Stage Australia anunció a Harvey-Smith como la anfitriona de una gira nacional titulada The Last Man on the Moon, con Eugene Cernan. Ella había aparecido previamente como invitada especial en su espectáculo de Sídney Buzz Aldrin: Mission to Mars.  
En abril de 2017, Harvey-Smith apareció como coanfitriona, junto con el profesor Brian Cox y Julia Zemiro, en la versión de tres partes de ABC Television del programa de la BBC Stargazing Live. Otras apariciones en televisión incluyen una aparición en Australia Wide, Landline, el evento ABC Splash Live para la Semana Mundial del Espacio, ABC News 24, 702 ABC Sydney. También ha aparecido en la radio en numerosas ocasiones, incluyendo The Science Hour on Triple J con Karl Kruszelnicki y The Science Show en ABC Radio National con Robyn Williams. En 2012, Lisa dio la conferencia pública del Instituto Perimeter de Física Teórica, que se transmite regularmente por TVOntario como parte de la serie de televisión Big Ideas. 
Harvey-Smith también ha aparecido en Women's Health, The Age, The Australian, The Sydney Morning Herald, The Sun-Herald, The Sunday Telegraph y Al Jazeera English. Ha escrito artículos para The Conversation y ABC Science. Su artículo sobre el Square Kilometre Array en Yearbook of Astronomy 2016, de Patrick Moore, se publicó por Pan MacMillan en noviembre de 2015.
Harvey-Smith es una profesora de ciencias invitado en la escuela pública Leichhardt como parte del Programa CSIRO de Científicos en las Escuelas. Ha hecho varias visitas a la escuela comunitaria Pia Wadjari en Australia Occidental para dirigir actividades de astronomía y estudiantes mentores. Ha aparecido en el Festival de Bluedot.
Su primer libro, titulado When Galaxies Collide, fue publicado en julio de 2018.

### Mujeres en la Astronomía
De 2012 a 2015, Harvey-Smith fue presidenta del comité directivo de la Sección de Mujeres en la Astronomía de la Sociedad Astronómica de Australia. Durante ese tiempo, presidió el lanzamiento de un nuevo plan nacional de equidad de género para las astrónomas en Australia, llamado The Pleiades Awards.
En mayo de 2017, fue anunciada como la embajadora de la iniciativa Superstars del STEM de Ciencia y Tecnología de Australia. 
En octubre de 2018, Harvey-Smith fue seleccionada como la primera Embajadora STEM en Australia. Ella encabezará los esfuerzos del Gobierno para alentar a las niñas y a las mujeres a estudiar y trabajar en los campos de la ciencia, la tecnología, la ingeniería y las matemáticas (STEM) a escala nacional.

### Premios y honores
El 31 de agosto de 2016, Harvey-Smith recibió el Premio Eureka para el Departamento de Industria, Innovación y Ciencia de Australia por promover la comprensión de la investigación científica australiana, después de haber sido finalista en el Premio Eureka 2015. En noviembre de 2012, The Sydney Morning Herald incluyó a Harvey-Smith en sus "Mejores cien: Las personas más influyentes de Sídney".